# Навиворіт (премія)
«Навиворіт» — щорічна українська літературна премія, створена підлітками, щоб відзначити найкращі підліткові книги року. Претендувати на отримання премії можуть вперше видані в Україні протягом календарного року книги художньої прози, які видавництва визначили як підліткові.

## Мета премії
Основна мета конкурсу:
- сприяти розвитку підліткової літератури в Україні;
- відзначити найкращі підліткові книги та розповісти про них підліткам, щоб заохотити їх більше читати та отримувати від читання задоволення;
- розповісти школам, бібліотекам, книгарням про варті уваги книги, які вони зможуть порадити підліткам;
- дати можливість авторам та видавництвам почути своїх читачів та зрозуміти, для кого і про кого вони розповідають історії.

Як зазначають засновники, премія відзначає книги, що чесно говорять про важливі для підлітків теми і зображають сучасний світ близькою їм мовою, мають виняткове художнє оформлення та не містять жодних проявів дискримінації.

## Історія виникнення та особливості премії
Премія ініційована резидентами письменницької студії для підлітків Майстерня історій у 2018 році. Переможці конкурсу визначаються журі, яке складається виключно з підлітків. Будь-яка особа віком від 13 до 19 років може долучитися до журі премії.
Премія є незалежною і працює за власний кошт. Книги надаються видавництвами на замовлення членів журі.
Довгий список складають всі вперше видані в Україні протягом календарного року книги художньої прози, які видавництва визначили як підліткові.
Короткий список складають 9 книг – по 3 у кожній з трьох номінацій, а також 2 спеціальні відзнаки.

## Номінації
- Найкраща українська підліткова книга року — обирається серед підліткових книг художньої прози, написаних українськими авторами та авторками.

- Найкраща перекладна підліткова книга року — обирається серед підліткових книг художньої прози, перекладених українською.

- Найкращий дизайн підліткової книги — обирається серед усіх підліткових книг художньої прози, виданих в Україні впродовж року.

- Спеціальна відзнака за різноманітність — видається за підліткову книгу художньої прози, що найкраще відбиває різноманітність проявів людської ідентичності.

- Спеціальна відзнака за найкращу книгу фантастики для підлітків (з 2019 року) — обирається серед підліткових книг жанру фантастики, написаних українськими авторами та авторками або перекладених українською.

## Лауреати премії

### 2019 рік
27 березня 2020 року журі премії оголосило результати онлайн через карантин у зв'язку з пандемією COVID-19.
У 2019 році підліткова література справді дивувала нас, як у приємному, так і в неприємному сенсі цього слова, але кожна історія з короткого списку особлива і заслуговує на вашу увагу. Лауреатами Навиворіт 2019 року стали книжки, які зламали бар’єри, зачепили нас, які були створені з любов’ю і запропонували підліткам щось нове.
| Номінація                                                      | Переможець                                                                                       | Відзнака |
| -------------------------------------------------------------- | ------------------------------------------------------------------------------------------------ | --- |
| Найкраща українська підліткова книга                           | не вручається                                                                                    | |
| Найкраща перекладна підліткова книга                           | Дім, в якому... автор: Маріам Петросян (переклад: Маріанна Кіяновська)                           | За багатовимірність історії та персонажів, які завжди є собою, і за створення Дому, який ми тепер не зможемо забути.              |
| Найкращий дизайн підліткової книги                             | Хроніки південного автор: Рімантас Кміта (переклад: Беатріче Белявців), дизайнер: Антон Селлешій | За образне оформлення обкладинки, що якнайкраще доповнює емоційну сторону книги та підтримує її сенси.                            |
| Спеціальна відзнака за різноманітність                         | не вручається                                                                                    | |
| Спеціальна відзнака за найкращу книгу фантастики для підлітків | Ходячий Хаос. Ніж, якого не відпустиш автор: Патрик Несс (переклад: Остап Українець)             | За оригінальність історії, ретельно створений і переконливий світ та підліткових персонажів, у яких відкриваєш нові сторони себе. |
| Особлива відзнака                                              | Видавництво Nebo Booklab Publishing                                                              | За турботу про читачів, високу якість книг і дизайн, що по-новому розкриває атмосферу історій.                                    |

Короткий список 2019
Найкраща українська підліткова книга року
- Саша Камінська. Не кажи нікому
- Наталія Довгопол. Шпигунки з притулку «Артеміда»
- Наталія Матолінець. Академія Аматерасу

Найкраща перекладна підліткова книга року
- Лорі Голс Андерсон. Говори
- Маріам Петросян. Дім, в якому...
- Рімантас Кміта. Хроніки Південного
- Джулія Уолтон. Слова на стінах

Найкращий дизайн підліткової книги
- Томі Адеємі. Діти кістки і крові
- Рімантас Кміта. Хроніки Південного
- Лене Кобербьоль. Дика відьма Бойове хрещення

Найкраща книга фантастики для підлітків
- Томі Адеємі. Діти кістки і крові
- Філіп Пулман. Книга пилу
- Патрік Несс. Ходячий хаос. Ніж, якого не відпустиш

Довгий список 2019 року містить 73 книги українською мовою.

### 2018 рік
13 квітня 2019 року у бібліотеці Goethe-Institut Ukraine журі премії Навиворіт оголосило лауреатів.
В українській підлітковій літературі ми шукали книгу, яка не дискримінує і реалістично говорить про актуальні для нас проблеми. Персонажів, у яких ми зможемо впізнати себе, яким повіримо і чия історія допоможе нам по-новому подивитися на себе і світ.
Усі ці критерії надзвичайно важливі, і ми не можемо знехтувати жодним із них. Тому, на наш превеликий жаль, цього року ми не вручили премію у номінації "Найкраща українська підліткова книга"
| Номінація                              | Переможець | Відзнака |
| -------------------------------------- | --- | --- |
| Найкраща українська підліткова книга   | не вручається                                                                                                  | |
| Найкраща перекладна підліткова книга   | Руки розбійника автор: Фінн-Олє Гайнріх (переклад: Загладько Ірина)                                            | За структуру і спосіб оповіді, що надають історії особливої виразності, за переконливе відображення внутрішнього світу підлітка і крихкості взаємин між близькими людьми |
| Найкращий дизайн підліткової книги     | Ауергаус автор: Бов Б’єрґ (переклад: Анна Савченко), ілюстраторка: Наталка Сойко, дизайнер: Ілля Стронґовський | За увагу до потреб читача, за мінімалізм в оформленні, що пасує історії, та ілюстрації, що залишають простір для уяви                                                    |
| Спеціальна відзнака за різноманітність | Королівство шахраїв автор: Лі Бардуго (переклад: Єлена Даскал)                                                 | За відображення багатогранності людської ідентичності без стереотипів і дискримінації та за реалістичне зображення переживання травматичного досвіду                     |
| Особлива відзнака                      | Видавництво Віват                                                                                              | За видання найбільшої кількості книжок, що сподобались підліткам |

Короткий список 2018
Найкраща українська підліткова книга року
- Наталія Щерба. Лунастри 3: Кроки в безмежжі
- Дара Корній. Сузір’я дів
- Ольга Лілік. Чорний дощ

Найкраща перекладна підліткова книга року
- Джессіка Таунсенд. Невермур: Випробування Моріган Кроу
- Фінн-Оле Гайнріх. Руки розбійника
- Сьюзан Хінтон. Аутсайдери
- Лі Бардуго. Королівства шахраїв

Найкращий дизайн підліткової книги
- Фінн-Олє Гайнріх. Руки розбійника
- Бов Б’єрґ. Ауергаус
- Філіп Пулман. Рубін в імлі

Довгий список 2018
У довгий список премії 2018 року потрапили 78 книжок.

## Цікаві факти
- Через неможливість проведення церемонії нагородження 2019 (див. Коронавірусна хвороба 2019 в Україні), премія запропонувала своїм поціновувачам віртуальну апокаліптичну церемонію-п’єсу Віртуальна церемонія «Навиворіт» 2019.

- Два роки поспіль (у 2018 та 2019) підліткове журі не визначало переможця в номінації "Найкраща українська підліткова книга року".